# Brzeście (gmina Radków)
Brzeście – wieś w Polsce położona w województwie świętokrzyskim, w powiecie włoszczowskim, w gminie Radków.
W latach 1975–1998 miejscowość należała administracyjnie do województwa częstochowskiego.
Obecnie na Brześciu jest 30 domostw, ludność zajmuje się głównie rolnictwem. W Brześciu działa również zakład produkujący meble oraz firma transportowa. We wsi znajduje się remiza Ochotnicza Straż Pożarna.
Brzeście graniczy z sołectwami: Bieganów, Mękarzów, Dzierzgów i Dąbrówka.